# Dragan Stojković
Dragan Stojković "Piksi" (Niš, 3. ožujka 1965.) srbijanski je nogometni trener i bivši nogometaš. Kao igrač igrao je na poziciji veznog. Trenutačno je izbornik Srbije.

## Životopis
Stojković je nogometnu karijeru započeo u klubu Radnički Niš, gdje je proveo pet godina (1981. – 1986.). U beogradsku Crvenu zvezdu stigao je 1986. godine, i u naredne četiri godine bio je jedan od najboljih igrača jugoslavenske nogometne lige (1988. i 1989. proglašen je za najboljeg igrača u jugoslavenskoj ligi). U svibnju 1989. biva proglašen za petu Zvezdinu zvijezdu (prije njega, to su već bili Rajko Mitić, Dragoslav Šekularac, Dragan Džajić i Vladimir Petrović)
Godine 1990. godine prelazi u Olympique de Marseille, a 1991. u talijansku Hellas Veronu. Svoju nogometnu karijeru, Stojković je završio u japanskom klubu Nagoya Grampus Eight, gdje je proveo sedam godina (1994. – 2001.) Stojković je tri puta proglašavan za najboljeg nogometaša u Japanu (1995., 1996., 1999. godine).
Za nogometnu reprezentaciju Jugoslavije, Stojković je prvi put igrao 1984. godine na Europskom prvenstvu u Francuskoj. Nastupao je i na Svjetskom prvenstvu u Italiji 1990., Francuskoj 1998., i Europskom prvenstvu u Belgiji i Nizozemskoj 2000. godine.
Od srpnja 2005. do listopada 2007. godine, Stojković je bio predsjednik Crvene zvezde.